# Ясенська сільська рада
| Ясенська сільська рада — орган місцевого самоврядування у Рожнятівському районі Івано-Франківської області з адміністративним центром у с. Ясень. Водоймища на території, підпорядкованій даній раді: річка Лімниця. Сільській раді підпорядковані населені пункти: - с. Ясень - с-ще Бабське - с. Лази - с-ще Погар - с-ще Турівка - с-ще Черепина |

## Склад ради
Рада складається з 20 депутатів та голови.

### Керівний склад ради
| ПІБ                            | Основні відомості                                                                              | Дата обрання | Дата звільнення |
| ------------------------------ | ---------------------------------------------------------------------------------------------- | ------------ | --------------- |
| Вагилевич Володимир Михайлович | Сільський голова, 1969 року народження, освіта, безпартійний                                   | 26.03.2006   | 31.10.2010      |
| Вагилевич Володимир Михайлович | Сільський голова, 1969 року народження, освіта вища, член Всеукраїнського об'єднання «Свобода» | 31.10.2010   |                 |

Примітка: таблиця складена за даними джерела
Голова сільської ради — Рараговський Віктор Федорович, 1964 року народження, вперше обраний у 2015 році. Інтереси громади представляють 22 депутати сільської ради:
| Партія                                 | Кількість депутатів | Відсоток |
| -------------------------------------- | ------------------- | -------- |
| самовисування                          | 20                  | 90,91%   |
| Всеукраїнське об'єднання «Батьківщина» | 1                   | 4,55%    |
| Громадський рух «Народний контроль»    | 1                   | 4,55%    |